# Старостино (Псковская область)
Старостино — деревня в Локнянском районе Псковской области России. 
Входит в состав Михайловской волости.
Деревня расположена в 11 км к западу от районного центра Локни и в 2 км к северо-востоку от волостного центра Михайлов Погост.

## Население
| 2001 | 2002 | 2010 |
| ---- | ---- | ---- |
| 89   | ↘87  | ↘75  |

Численность населения деревни по оценке на начало 2001 года составляла 89 жителей.